# Орден Золотого Орла
О́рден Золото́го Орла́ (каз. Алтын Қыран ордені) — знак найвищого ступеня відзнаки Республіки Казахстан. Ним нагороджуються громадяни за виключні державні заслуги перед Казахстаном.
Кандидатури для нагородження орденом Золотого Орла визначаються Президентом Казахстану.
Президент Республіки Казахстан за посадою стає кавалером ордена Золотого орла особливого зразка.

## Опис
Інсиґнії ордена Золотого Орла складаються зі знака на орденському ланцюзі і зірки.
Знак ордена виконаний із золота у вигляді усіченої п'ятипроменевої зірки з закругленими кінцями, вкритий блакитною емаллю із золотим бортиком, який у основи закінчується орнаментальним елементом. Між променів зірки розходяться віялоподібні штрали, у центральній частині яких закріплено по чотири діаманти. Посередині знака, у колі, обрамленому зерню з білого золота, на тлі синьої емалі зображений золотий орел. Внизу, по колу на тлі стрічки червоної емалі золотими літерами напис «АЛТИН ҚЫРАН». Над орлом по колу закріплено три рубіни на тлі геометричного візерунку.

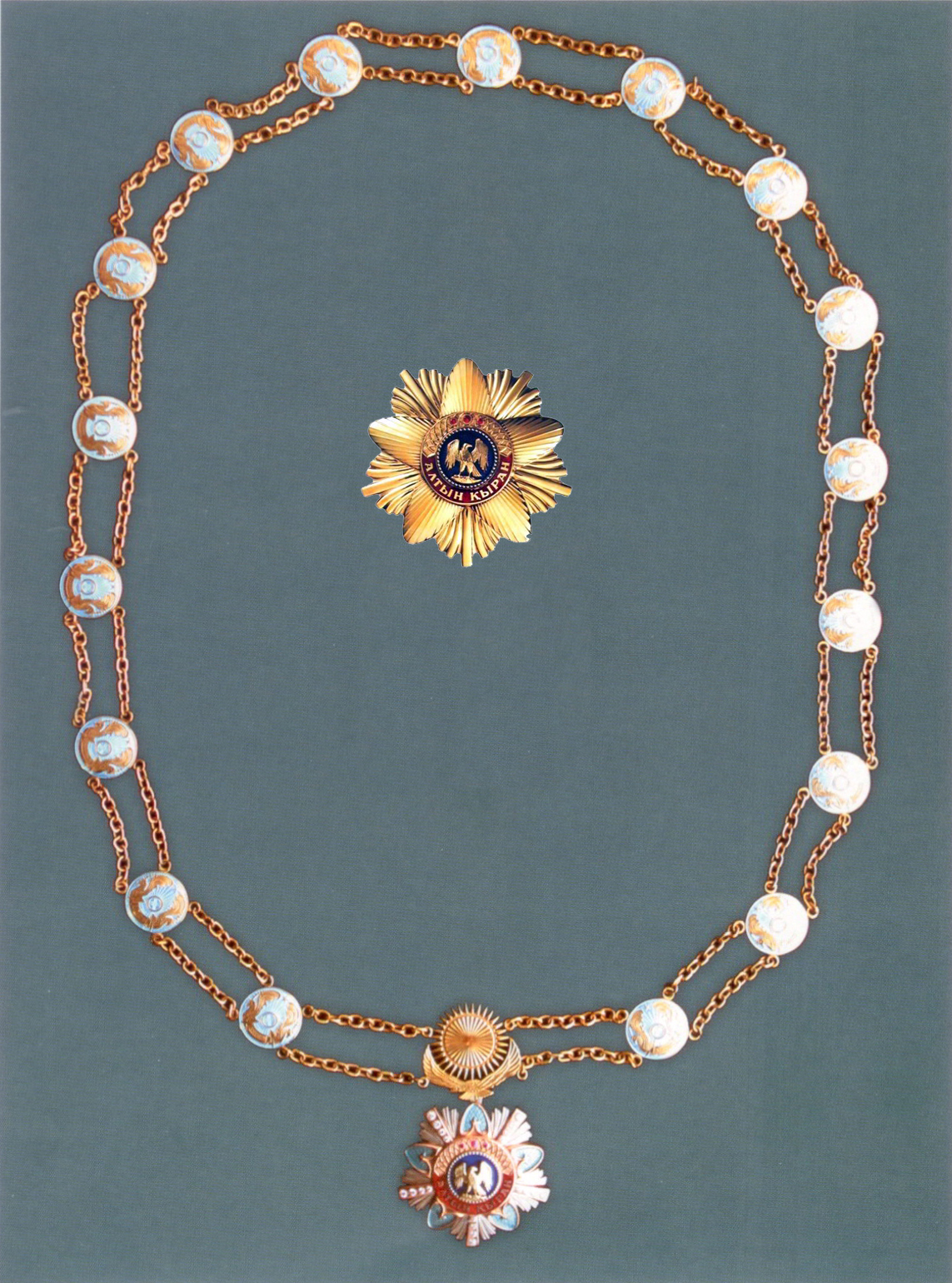
Інсигнії ордена Золотого Орла

Знак кріпиться за допомогою вушок до здвоєної орденської церії через підвіску, що являє собою елемент Державного прапора Казахстану — стилізоване сонце з орлом, і з'єднується здвоєними ланцюжками з сімнадцятьма ланками, що чергуються із зображенням герба Казахстану.
Ліворуч і праворуч від підвіски на звороті ланки є голка з візорним замком для кріплення ланцюга до одягу.
Зірка ордена дещо більшого розміру й візуально повторює знак, за винятком емалі, що покриває промені зірки і діамантів на штралах. Промені зірки гранчасті.
При затвердженні ордена інсигнії попервах не включали в себе зірку і орденський ланцюг, а знак ордена кріпився до фігурної колодки, на якій з допомогою кріпильної пластини була натягнута шовкова муарова стрічка кольорів Державного прапора з червоною смужкою по центру. У результаті орденської реформи 1999 року орден прийняв сучасний вигляд.
Для повсякденного носіння є мініатюра ордена у вигляді невеликої орденської зірки, підвішеної до стрічки орденських кольорів.

### Спеціальний ступінь ордена
Знак являє собою підвіс, виконаний із сплавів золота 585 і 750 проб білого, червоного і жовтого кольорів, скріплений сполучною ланкою з орденською колодкою, на зворотному боці якої є кріплення у вигляді шпильки зі складним замком. Орден виконаний у формі усіченої зірки, промені якої вкриті червоною емаллю, з розбіжними між променями віялоподібними штралами (виконані із сплавів золота білого кольору), у центральних частинах яких (з накладок золота червоного кольору) закріплені по 4 діаманти. У центрі ордена, в колі, обрамленому зерню з білого золота, зображений стилізований золотий орел з віялоподібними крилами на тлі сонця, що сходить (тло вкрите гарячою емаллю синього кольору). Внизу, під орлом, по колу на стрічці зеленої емалі надпис «АЛТИН ҚЫРАН». Над орлом по колу закріплені три рубіни.

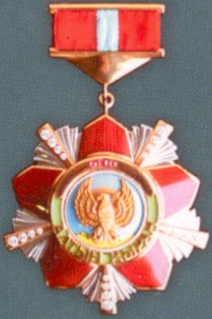
Спеціальний ступень ордена

На колодці за допомогою кріпильної пластини натягнута шовкова муарова стрічка червоного кольору, по центру — стрічка кольорів Державного прапора Республіки Казахстан.

## Нагороджені
1. Борис Єльцин — президент Російської Федерації (1997)
2. Іслам Карімов — президент Узбекистану (1997)
3. Цзян Цземінь — голова Китайської Народної Республіки (1997)
4. Єлизавета II — королева Великої Британії і Північної Ірландії (2000)
5. Леонід Кучма — президент України (07.09.1999)
6. Герхард Шредер — канцлер Німеччини (05.12.2003)
7. Володимир Путін — президент Російської Федерації (06.01.2004)
8. Хосні Мубарак — президент Єгипту (13.05.2008)
9. Акіхіто — імператор Японії (30.05.2008)
10. Халіфа бін Заїд аль Нахайян — шейх, президент Об'єднаних Арабських Еміратів (20.02.2009)
11. Тар'я Халонен — президент Фінляндії (2009)
12. Лі Мен Бак — президент Республіки Корея (04.05.2009)
13. Ніколя Саркозі — президент Франції (05.10.2009)
14. Абдулла Гюль — президент Туреччини (2012)
15. Реджеп Ердоган — прем'єр-міністр Туреччини (2012)
16. Хуан Карлос I — король Іспанії (2013)

## Орденська монета
У 2006 році Національний банк Республіки Казахстан випустив у обіг колекційні пам'ятні монети номіналом «50 тенге» із зображенням знака і зірки ордена Золотого орла.